# Flintshire
Flintshire (Sir y Fflint in gallese) è una contea del nord-est del Galles. Ha una superficie di 440 km2.
La contea deve il suo nome all'omonima contea preservata, istituita dallo Statuto di Rhuddlan nel 1284 e aveva confini diversi dall'attuale contea. Fa parte delle Marche gallesi.

## Geografia fisica
La contea è bagnata a nord dalla baia di Liverpool ed a est dall'estuario del fiume Dee. Confina a est e a sud-est con il Cheshire, a sud con il distretto unitario di Wrexham ed a ovest con la contea di Denbighshire.
Il territorio in prossimità della costa è pianeggiante. Nella pianura a sud-est scorre il fiume Dee che in prossimità della foce forma un ampio estuario. Per il resto il territorio è ondulato o caratterizzato da catene di basse colline. A ovest si eleva la catena collinare del Clwydian, la cui cima più alta è Moel Famau (554 m).
La sede amministrativa ha sede a Mold posta sul fiume Alyn, un affluente del Dee, che scorre nel sud della contea.
Sull'estuario del fiume Dee è posta la città di Flint. Il confine sud-est della contea è a ridosso dell'area urbana di Chester. Altre città importanti sono Connah's Quay, Hawarden, Holywell, Queensferry e Shotton.

## Storia
Una tribù celtica, i Deceangli, occupava questa contea prima di essere invasa dai Romani nel I secolo d.C.. Il Flintshire fu teatro di lunghe lotte nel XII e XIII secolo, quando gli abitanti gallesi resistettero alla dominazione anglo-normanna. Re Edoardo I d'Inghilterra ottenne la conquista finale della zona nel 1284, anno in cui costituì la contea del Flintshire.

## Economia
Alcune zone del Flintshire ospitano importanti industrie manifatturiere. Tra queste, uno stabilimento della Toyota e l'Airbus UK a Broughton.
Il Flintshire era sede di una fiorente industria siderurgica, terminata nel 1980.

## Amministrazione
La contea è una unitary authority nata il primo aprile del 1996 in attuazione  del Local Government (Wales) Act del 1994. Essa costituisce la parte nord-orientale della contea amministrativa di Clwyd in esistenza dal 1974 al 1996.

### Gemellaggi
Flintshire è gemellata con Menden in Germania.